# Fanny (película de 1961)
Fanny es una película dramática de 1961 sobre una joven y el hombre al que ama, quien está dividido entre abandonar su aburrida vida por lanzarse a aventuras en el mar o permanecer con su chica. La película fue adaptada por Julius J. Epstein a partir del musical de Broadway de 1954 Fanny creado por S. N. Behrman, Joshua Logan y Harold Rome, que a su vez había sido adaptado de las obras Fanny, Marius y César de Marcel Pagnol. La película fue dirigida por Logan.
Protagonizada por Leslie Caron, Horst Buchholz, Maurice Chevalier y Charles Boyer, la película recibió cinco candidaturas a los Premios Óscar, incluyendo mejor película y mejor actor.

## Argumento
A comienzos de los años 20 en la ciudad de Marsella, César (Charles Boyer) regenta un bar. Mario (Horst Buchholz), su hijo de 19 años trabaja para él, pero tiene el deseo de embarcarse en un navío y dejar atrás su aburrida existencia. La única persona que le retiene es Fanny (Leslie Caron), una chica de 18 años a la que conoce desde niño. Fanny está enamorada de Mario y flirtea con él, pero Mario siempre la rechaza.
Un día, Fanny le pregunta si quiere llevarla a un baile el domingo por la noche, pero Mario le comenta que tiene planeado partir al día siguiente, pues se ha enrolado en secreto como marinero para una expedición científica de cinco años alrededor del mundo, siguiendo los consejos de su loco amigo "El Almirante" (Raymond Bussières). Fanny se siente ofendida y se marcha.
Al mismo tiempo, Panisse (Maurice Chevalier), un viejo pero rico comerciante, pide reunirse con Honorine (Georgette Anys), la madre de Fanny. Honorine piensa que Panisse quiere pedirle matrimonio a ella, cuando en realidad está pensando en casarse con Fanny a pesar de que sabe que ama a otra persona. Aunque defraudada, Honorine no pone ningún problema, pensando en la riqueza de Panisse.
Después de que Mario cierre el bar esa noche, Fanny pide hablar con él en privado. Fanny le comenta que Panisse quiere casarse con ella, pero que ella le ha rechazado porque a quien realmente ama es a él. Ella está dispuesta a esperarle pero él le responde que el viaje durará cinco años y que se olvide de él. Fanny le dice que siempre le ha amado y que nunca se olvidará de él. Mario le confiesa entonces su amor por ella, tras lo que se van a la vacía casa de Fanny.
A la mañana siguiente, Honorine encuentra a su hija y a Mario durmiendo juntos. Entonces, ella y César comienzan a planear la boda de sus hijos. Sin embargo, Fanny le pide a Mario que se vaya ya que no quiere ser la causa por la que él le llegue a odiar por arruinar sus sueños. Ambos discuten, pero finalmente Mario parte en el barco.
Poco después, Fanny descubre que está embarazada de Mario. Fanny acude a Panisse y le cuenta la noticia. A pesar de todo, él está feliz de poder casarse con ella, viendo la posibilidad de tener un heredero que pueda llevar su nombre. La pareja se casa y Fanny da a luz a un niño, al que llaman César "Cesario" Mario Panisse.
En el primer cumpleaños de Cesario, Panisse tiene que ausentarse por negocios. Mientras está fuera, Mario vuelve durante un corto tiempo. Visita a Fanny y se enfada al conocer que tiene un hijo. César llega y le comenta a Mario que el padre es "la persona que amas". Panisse vuelve y le comenta a Mario que si quiere puede quedarse con Fanny pero no con el niño, pero Fanny nunca abandonará a su hijo. Mario se marcha sin ninguno.
Diez años después, Cesario está esperando ansiosamente su fiesta de cumpleaños. El Almirante lleva al niño a dar un paseo en bote sin decírselo a nadie y le reúne con su padre, que está trabajando en un garaje. Cuando Panisse se entera de que su hijo ha desaparecido, se siente tan angustiado que tiene que ser llevado a su habitación. Fanny comienza a buscar a Cesario y lo encuentra con Mario. Le dice que Panisse se está muriendo, por lo que Mario le devuelve a casa.
De vuelta, Fanny le explica a Mario que nunca le comentó su embarazo porque cuando le dejó ir, pensó que se echaría atrás en su decisión de irse y volvería con ella, pero no lo hizo, por lo que Fanny decidió vengarse. Justo entonces, Cesario anuncia que Panisse quiere ver a Fanny y César. El moribundo dicta una carta dirigida a Mario, pidiéndole que se casé con su mujer una vez que él haya muerto, pero con la condición de que el chico mantenga su apellido.

## Reparto
- Leslie Caron como Fanny.
- Horst Buchholz como Mario.
- Maurice Chevalier como Panisse.
- Charles Boyer como César.
- Georgette Anys como Honorine.
- Salvatore Baccaloni como Escartifique, capitán de ferry.
- Lionel Jeffries como Monsieur Brun, el inglés.
- Raymond Bussieres como El Almirante.
- Joel Flateau como Cesario.
- Victor Francen como Hermano mayor de Panisse.
- Paul Bonifas como El cartero.

## Banda sonora
La música realizada por Harold Rome para el musical de Broadway de 1954, sin canciones, fue usada como banda sonora para la película.

## Nominaciones
- Mejor película
- Mejor actor: Charles Boyer
- Mejor banda sonora - Drama o Comedia: Harold Rome
- Mejor fotografía - Color: Jack Cardiff
- Mejor montaje: William Reynolds